# Кто-то за дверью
«Кто-то за дверью» (другое название — «Враг за дверью») — кинофильм. Экранизация произведения Жака Робера (фр.).

## Сюжет
В руки нейрохирурга Лоуренса Джефриса попал пациент, потерявший память. Сам себя он называет «Странник». В мозгу нейрохирурга зреет план, как избавиться от любовника жены. В этом ему может помочь Странник. Но память иногда выкидывает странные вещи, вот и Странник оказывается не так прост, и план Лоуренса рушится на глазах.

## В ролях
- Чарлз Бронсон — Странник
- Энтони Перкинс — Лоуренс Джефрис
- Джилл Айрленд — Фрэнсис Джефрис
- Анри Гарсен — Пол Дэмьен
- Агата Натансон — Люси
- Адриано Магистретти — Эндрю
- Андре Пенверн — интерн
- Дениза Перонн — медсестра
- Изабель Дель Рио — медсестра
- Сильвана Блази — миссис Эванс

## Слоган
«No memory, no name, no mind: This man will act out someone else’s insanity and revenge».